# アンドレ・カナ＝ビイク
アンドレ・カナ＝ビイク（フランス語: André Kana-Biyik、1965年9月1日 - ）は、カメルーンの元サッカー選手。元カメルーン代表。ポジションはMFもしくはDF。

## 経歴

### クラブ
ユニオン・ドゥアラからディアマン・ヤウンデに移りプロ選手となった。
1988年にリーグ・アンのFCメスに移籍。1990年にル・アーヴルACに移籍し1994年に選手を引退した。

### 代表
カメルーン代表としてアフリカネイションズカップ1986、アフリカネイションズカップ1988、1990 FIFAワールドカップ、アフリカネイションズカップ1992、1994 FIFAワールドカップに出場した。1990 FIFAワールドカップの初戦、アルゼンチン代表戦では退場したものの、弟のフランソワ・オマン＝ビイクが得点をあげたために大金星を記録した。

## 家族
弟のフランソワ・オマン＝ビイク、息子のジャン＝アルメル・カナ＝ビイク、甥のエミリオ・オマン＝ビイク、いとこのフランシス・エリエゼル・オマンもサッカー選手。

## 代表歴

### 出場大会
- カメルーン代表
  - 1990 FIFAワールドカップ (ベスト8)
  - 1994 FIFAワールドカップ (グループリーグ敗退)

### 試合数
- 国際Aマッチ 50試合 13得点（1985年-1994年）[2]

| カメルーン代表 | 国際Aマッチ | 国際Aマッチ |
| 年             | 出場        | 得点        |
| -------------- | ----------- | ----------- |
| 1985           | 4           | 1           |
| 1986           | 5           | 2           |
| 1987           | 9           | 6           |
| 1988           | 5           | 0           |
| 1989           | 8           | 3           |
| 1990           | 6           | 0           |
| 1991           | 1           | 0           |
| 1992           | 5           | 1           |
| 1993           | 2           | 0           |
| 1994           | 5           | 0           |
| 通算           | 50          | 13          |